# Blue Ridge Shores
 (mars 2025).
Blue Ridge Shores est une census-designated place située dans le comté de Louisa, dans l’État de Virginie, aux États-Unis. Lors du recensement de 2020, elle comptait 801 habitants.